# Євгеніос
"Євгеніос" — українське видавництво мальованих історій (коміксів). Засновано у 2007 році в місті Одеса. Має на меті зберегти та популяризувати традиції мальованих історій і розвинути культуру коміксу в Україні.

## Історія
Видавництво сформувалося з редакції однойменного дитячого журналу.
Творчий колектив —  переважно художники. Видавництво сприяє популяризації українських мальованих історій, співпрацює з українськими авторами та іноземними видавництвами для поширення вітчизняного надбання. Зберігає мотиви мистецтва кінця XX — початку XXI сторіччя.
У 2009 році побачив світ графічний альбом «Максим Оса» від автора Ігоря Баранька. Видавництво підтримує новаторські артхаусні концепції, розвиває найсучасніші тенденції українського коміксу, друкує твори молодих авторів. Дбає про особливий поліграфічний рівень видань.

У 2010 році надрукована «Некромантія» від автора Остан.

Можливість знайшла мене сама у вигляді Євгена Марика (Євгеніоса), одеського видавця коміксів. Я досі не можу повірити, що мене надрукували

З 2011 року друкує артбуки. У 2012 вийшов друком альбом «Ясь та Івась» про Яся та Івася, які стали альтернативою офіційним талісманам "Євро-2012" Славеку і Славку. Яскраві образи створив художник з   Коломиї Ігор Бежук, а дотепні тексти написав аспірант-соціолог Віталій Юрасов з Харкова.
Судячи з анонсів, видавництво частіше презентує альбоми на різдвяні свята: День святого Миколая та Різдво, що досить символічно в українській культурі.
У 2013 році друкує квадринос — гумористичний комікс від команди «Commixart» (Бронзов Олександр, Жеведь Ігор).
2015 рік — спільно з видавництвом «ЧБ» видає комікс Дмитра Койдана «Наутілус. Притулок знедолених», книга 1.

## Художники
- Баранько Ігор
- Бежук Ігор
- Богдановський Максим
- Бронзоф Олександр
- Валевський В'ячеслав
- Галкін Олексій
- Жеведь Ігор
- Коваленко Денис
- Койдан Дмитро
- Комардін Костянтин
- Лукьянченков Олексій
- Поровозник Володимир
- Пронин Євген
- Самовол Денис
- Чернова Ірина
- Чудакоров Сергій
- Янов Рашид

## Сценаристи
- Фомічов Олексій
- Юрасов Віталії

## Альбоми
- Життя Веселих Динозаврів
- Колодязь
- Максим Оса
- Скеггі Згуба
- Рассказы лесника Никитича
- Ясь та Івась
- Чорним по білому
- Комікс Арт
- Сапфири цариці Євдокії
- Сайт-о-Поліс
- Ох та Ах
- 2000 верст на Схід
- Я і мій Юзверь
- Лешка Мен
- Наутілус. Притулок знедолених Книга 1

## Журнали
- Сакура
- Євгеніос
- ЧБ

## Артбук
- «DK» (2010) Денис Коваленко[3]
- «Пазли», «Puzzle» (2012) Денис Самовол (Danmaxx)[4]

## Екранізації у кіно
За сюжетом мальованого історичного детективу Максим Оса українського художника Ігоря Баранька, почали знімати однойменний фільм. За словами Євгена Маріка, над фільмом працювали на кіностудії в Токіо, а Євген Баранько ніби контролює процес як артдиректор фільму.

## Відзнаки та нагороди
- Альбом року "Максим Оса" Комміссія 2011 р.[6]
- Альбом року "Колодязь" Комміссія (Росія), Етноеволюція (Україна) 2012 р.[7]
- Лучший стрип "Сомміхарт" Комміссія 2011 р.[8]

## Цікаві факти
- Герої гумористичного коміксу "Ясь та Івась" неофіційного талісмана Євро 2012.
- "Ясь та Івась" став обличчям Фестивалю «Етноеволюція» у Національної академії образотворчого мистецтва і архітектури; НАОМА у Києві[9].
- Одеський фестиваль мальованих історій (ОФРІ) — проєкт популяризації сучасного мистецтва від видавництва «Євгеніос»[10].
- У 2007 році перша презентація "Сайт-о-поліс" відбулася на комікс симпозіумі в Києві[11].
- У 2009 році закордонна презентація відбулася у Московському комікс-клубі[12].
- Альбом «Максим Оса» став прототипом до однойменного фільму[13].
- Альбоми видавництва зберігаються у Бельгійському і Сінгапурському музеї коміксів. В Україні — у Дніпропетровському літературному музеї.
- Альбом «Колодязь» присвячений Мьобіусу.